# Juniperus indica
Juniperus indica là một loài thực vật hạt trần trong họ Cupressaceae. Loài này được Bertol. mô tả khoa học đầu tiên năm 1862.